# Флореш (острів)
О́стрів Фл́ореш (порт. Ilha das Flores, МФА: [ˈi.ʎɐ dɐʃ ˈfɫo.ɾɨʃ], «Квітковий») — вулканічний острів у північній частині Атлантичного океану. Складова Азорського архіпелагу. Володіння Португалії, автономного регіону Азорські острови. Один із 9 заселених островів архіпелагу. Разом із островом Корву належить до Західної групи Азорських островів. Поділений між муніципалітетами Лажеш-даш-Флореш і Санта-Круш-даш-Флореш. Площа — 141,7 км². Населення — 3995 осіб (2001).

## Назва
- О́стрів Фло́реш (порт. Ilha das Flores, «Квітковий острів, острів квітів») — сучасна назва; майже вся територія острова вкрита синіми гортензіями.
- О́стрів Са́н-То́маш (порт. ilha de São Tomás, «острів святого Томи») — назва до 1475 року.

## Географія
Розташований у північній частині Атлантичного океану. У геоморфологічному відношенні острів знаходиться на Північноамериканській літосферній плиті. Максимальна довжина острова сягає 17 км, ширина — 12,5. Найвищою точкою є гора Морру-Алту (порт. Morro Alto), висота якої сягає 914 м над рівнем моря. Острів часто називають найзахіднішою точкою Європи (очевидно, що поза європейським континентом). Офіційною датою відкриття острова вважається 1452 рік, коли португалець Діогу де Тейве побачив острів разом з сусіднім островом Корву, оскільки цих два острова можна бачити одночасно. Проте заселення острова почалося лише на початку 16 століття за часів правління короля Дона Мануела I.

## Муніципалітети
- Лажеш-даш-Флореш
- Санта-Круш-даш-Флореш

Усього на острові мешкає 3 995 осіб (станом на 2001 рік). Санта-Круш-даш-Флореш, де проживає більша частина місцевого населення, розташований у північній частині острова і складається з чотирьох муніципальних громад. Тут же розміщена єдина середня школа острова, міжнародний аеропорт і військова авіабаза, яка за договором оренди використовувалася ВПС Франції до 1994 року. Лажеш-даш-Флореш є другим муніципалітетом і знаходиться у південній частині острова. Складається з семи муніципальних громад.

## Економіка
Транспортне морське сполучення з сусіднім островом Корву є регулярним щоденним, у літній період кілька рейсів на день. Час слідування в один кінець становить близько 30 хвилин.
Економіка острова представлена м'ясомолочною промисловістю. Сільськогосподарські угіддя займають значний відсоток території острова і головним чином використовуються для випасання худоби. Після припинення використання французами авіабази у 1994 році, туризм з кожним роком набуває все більшого значення в економіці острова, який має необхідні умови для практикування водних видів спорту, а також декілька пляжів. Для шанувальників гірської прогулянки пропонується декілька маршрутів усередину острова, де знаходиться декілька гірських озер, у тому числі Lagoa comprida.

## Галерея

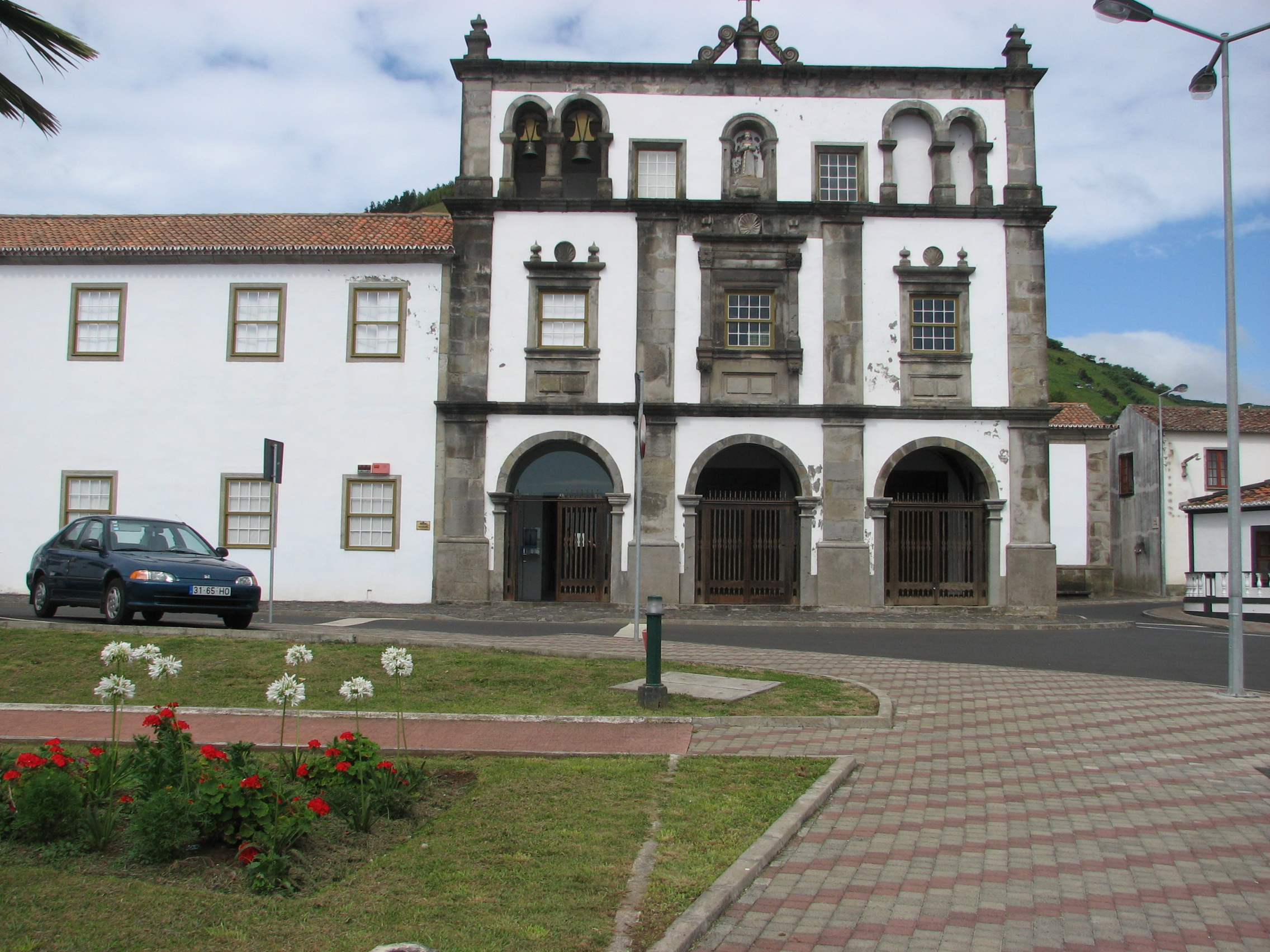
Францисканський монастир Сан-Боавентура
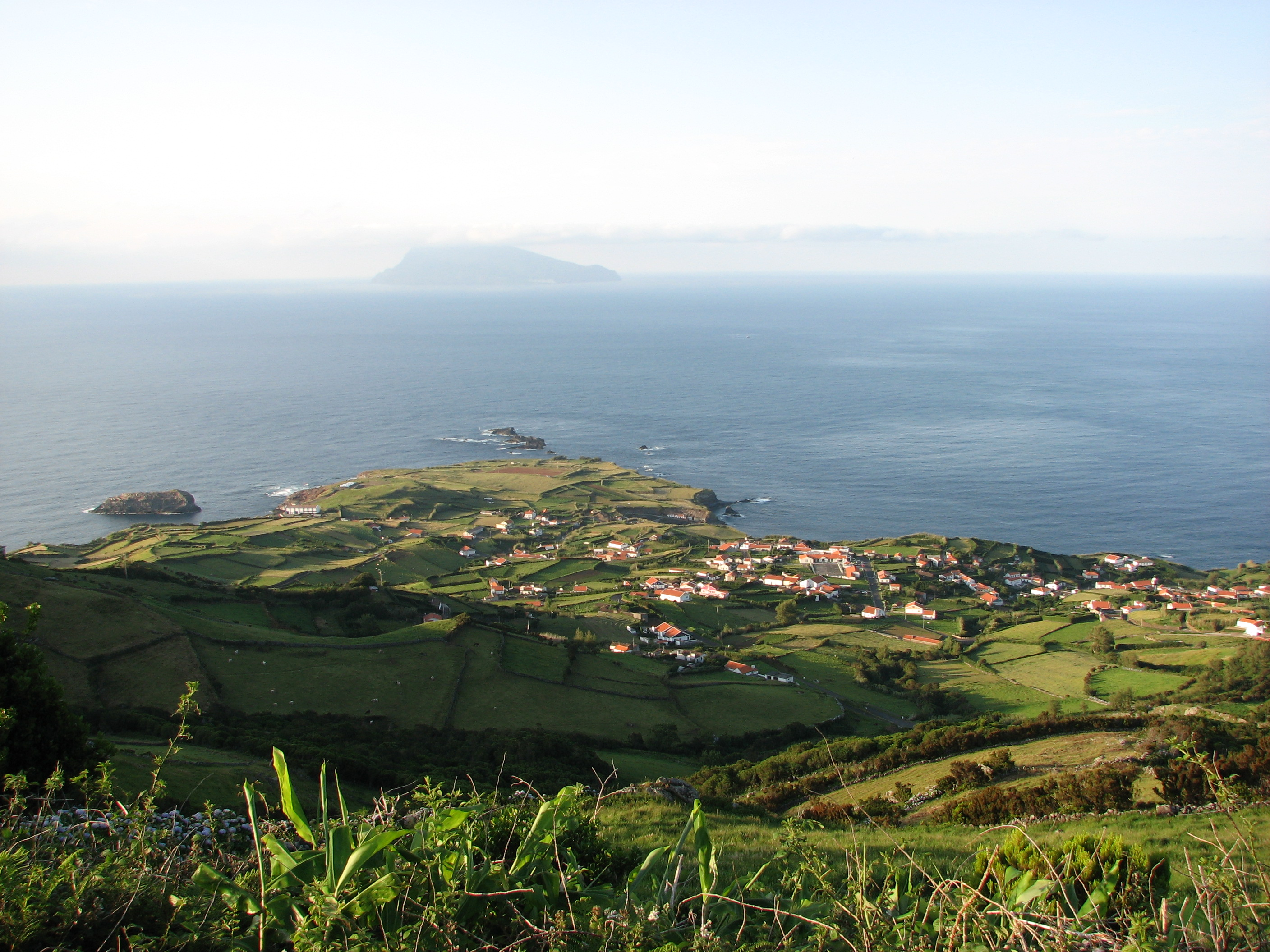
Північна частина острова з виглядом на сусідній Корву
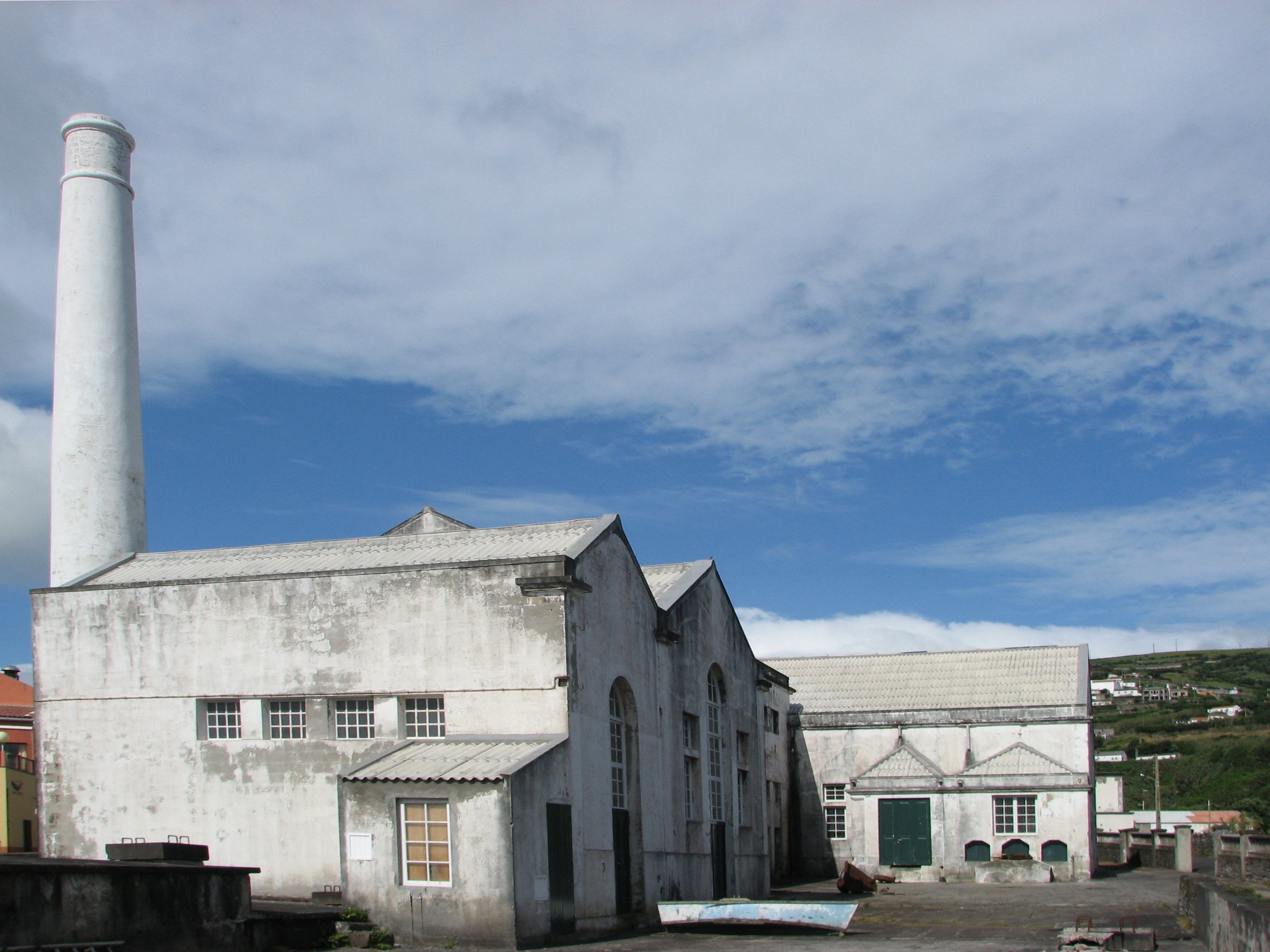
Колишня фабрика з переробки м'яса кита